# Tolu Smith
Galen Edward Mitchell "Tolu" Smith III (Bay St. Louis, Misisipi; 26 de julio de 2000) es un baloncestista estadounidense que pertenece a la plantilla de los Detroit Pistons de la NBA, con un contrato dual que le permite jugar además en su filial de la G League, los Motor City Cruise. Con 2,11 metros de estatura, juega en la posición de ala-pívot.

## Trayectoria deportiva

### Universidad
Jugó una temporada con los Hilltoppers de la Universidad de Kentucky Occidental, en la que promedió 3,3 puntos y 2,6 rebotes por partido. Eligió ser transferido al final de la temporada para unirse al equipo de su estado natal, los Bulldogs de la Universidad Estatal de Misisipi. La temporada 2019-20 se quedó fuera del equipo debido a las reglas de transferencia de la NCAA.  Allí jugó cuatro temporadas más, en las que acabó promediando 14,4 puntos, 8,0 rebotes y 1,3 asistencias por encuentro. En sus dos últimas temporadas fue incluido en el mejor quinteto de la Southeastern Conference.

#### Estadísticas
| Año     | Equipo            | PJ       | PT       | MPP      | %TC      | %3P      | %TL      | RPP      | APP      | ROB      | TPP      | PPP      |
| ------- | ----------------- | -------- | -------- | -------- | -------- | -------- | -------- | -------- | -------- | -------- | -------- | -------- |
| 2018-19 | Western Kentucky  | 34       | 0        | 10.1     | .583     | -        | .571     | 2.6      | .2       | .1       | .3       | 3.3      |
| 2019-20 | Mississippi State | Redshirt | Redshirt | Redshirt | Redshirt | Redshirt | Redshirt | Redshirt | Redshirt | Redshirt | Redshirt | Redshirt |
| 2020-21 | Mississippi State | 30       | 30       | 30.7     | .569     | -        | .589     | 8.5      | 1.2      | .6       | .7       | 12.6     |
| 2021-22 | Mississippi State | 21       | 20       | 28.3     | .576     | -        | .650     | 6.5      | 1.0      | 1.0      | .4       | 14.2     |
| 2022-23 | Mississippi State | 34       | 34       | 27.7     | .572     | -        | .588     | 8.5      | 1.7      | .6       | .7       | 15.7     |
| 2023-24 | Mississippi State | 23       | 19       | 28.1     | .565     | -        | .582     | 8.1      | 1.3      | .7       | .4       | 15.0     |
| Total   | Total             | 142      | 103      | 24.3     | .571     | -        | .596     | 6.7      | 1.1      | .5       | .5       | 11.7     |

### Profesional
Tras no ser elegido en el Draft de la NBA de 2024, disputó la Liga de Verano de la NBA con los Detroit Pistons, y el 17 de septiembre firmó contrato con la franquicia. Sin embargo, fue despedido el 17 de octubre. Doce días más tarde, se incorporó a la plantilla de los Motor City Cruise. El 6 de enero de 2025 firmó un contrato dual con los Pistons.
El 13 de abril hizo su debut en la NBA contra los Milwaukee Bucks en el último partido de la temporada regular y consiguió 14 puntos y 8 rebotes. Se convirtió en el segundo graduado de secundaria de Hawái en aparecer en un partido de la NBA después de Red Rocha, quien jugó por última vez en 1957.

## Estadísticas de su carrera en la NBA

### Temporada regular
| Año     | Equipo  | PJ | PT | MPP  | %TC  | %3P | %TL  | RPP | APP | ROB | TPP | PPP  |
| ------- | ------- | -- | -- | ---- | ---- | --- | ---- | --- | --- | --- | --- | ---- |
| 2024-25 | Detroit | 1  | 0  | 22.0 | .667 | –   | .667 | 8.0 | .0  | .0  | .0  | 14.0 |
| Total   | Total   | 1  | 0  | 22.0 | .667 | –   | .667 | 8.0 | .0  | .0  | .0  | 14.0 |